# Johannes Alfaisie
Johannes Alfaisie is een Surinaams dammer.

## Biografie
Johannes Alfaisie studeerde geneeskunde. In 1988 nam hij deel aan de daminterland tussen Suriname en Nederland. Tien maanden later speelde hij tijdens het wereldkampioenschap dat toen in eigen land werd gehouden. Hier werd hij 19e.
Hij deed meermaals mee met het Surinaams Kampioenschap en werd winnaar in 2018 en won zilver in 2020 en 2022. In 2013 en 2016 nam hij deel aan het Pan-Amerikaans Kampioenschap en werd daar 7e en 11e.
In 2013 was hij voorzitter van de organisatie van de 'MN International' scholen-damkampioenschappen. Hij is schrijver van het boek Standaard Damcombinatie deel 1 Coup Royal dat hij rond 2015 uitbracht. Vijftig exemplaren doneerde hij aan Surinaamse bibliotheken en verenigingen.

## Palmares
Hij speelde tijdens de volgende internationale kampioenschappen of bereikte bij de andere wedstrijden de eerste drie plaatsen:
| Jaar | plaats | kampioenschap                                         |
| ---- | ------ | ----------------------------------------------------- |
| 1988 | 19e    | Wereldkampioenschap, Paramaribo, Suriname             |
| 1996 | Brons  | Surinaams Kampioenschap                               |
| 1997 | Brons  | Surinaams Kampioenschap                               |
| 2012 | Brons  | Surinaams Kampioenschap                               |
| 2013 | 7e     | Pan-Amerikaans Kampioenschap, Port-of-Spain, Trinidad |
| 2016 | Brons  | Surinaams Kampioenschap                               |
| 2016 | 11e    | Pan-Amerikaans Kampioenschap, São Paulo, Brazilië     |
| 2018 | Goud   | Surinaams Kampioenschap                               |
| 2020 | Zilver | Surinaams Kampioenschap                               |
| 2022 | Zilver | Surinaams Kampioenschap                               |
| 2023 | Goud   | Surinaams Kampioenschap                               |